# 전기 (문학)
전기(傳記, 영어: biography)는 특정한 인물의 남다른 경험이나 업적에 대하여 그 인물이 겪은 실제 사실을 바탕으로 기록한 글이다.
전기문은 실제로 살아 있던 인물의 일생이나 일생의 일부를 기록한 글로, 전기문 속의 모든 인물, 장소, 사건 등은 실제로 있었던 일들이다. 전기문은 중심 인물의 활동과 그 동기, 활동에 참가하거나 관계한 다른 인물 등에 의하여 전개되므로 소설과 같이 일정한 '줄거리'를 가진다. 전기 속의 사건들은 작가가 드러내려는 주제와 관련되는 것들로 주로 선택된다. 전기는 실재했던 인물의 이야기라는 점에서 독자들에게 감동적인 교훈을 준다.

## 종류
- 전기 : 어떤 사람이 다른 인물의 일생을 쓴 글
- 자서전 : 자기의 일생을 쓴 일기
- 회고록 : 생애 중에서 특히 중요한 부분만을 다룬 것
- 평전 : 비평적 전기. 저자가 사료를 선정하고 해석하여 정리한 전기. 주로 역사적, 사상적, 문학적 평전이 많다.
- 열전(列傳) : 왕조(王朝)의 역사를 기록할 때 유명한 사람들의 일생이나 업적, 또는 일화 등을 간단히 실은 글

## 같이 보기
- 문학
- 장르
- 전기 영화